# Постмінімалізм
Постмінімалізм — мистецтвознавчий термін, що увійшов в обіг на початку 1970-х років для опису особливої тенденції в різних сферах мистецтва, яка відштовхувалася від попереднього їй мінімалізму — як у прагненні розвинути його (через збереження прихильності формальної простоти), так і навпаки подолати (прагнучи до більш широкого змістового наповнення).
Цей термін найчастіше вживається для опису відповідних напрямків у музиці та образотворчому мистецтві, хоча також може бути використаний стосовно будь-якої іншої сфери діяльності, яка широко використовує мінімалістичні техніки.

## В образотворчому мистецтві

### Художники
| - Річард Вентворт - Ханна Вільке - Єва Гессе - Фелікс Гонзалес-Торрес | - Аніш Капур - Вольфганг Лайба - Брюс Науман - Габріель Ороско | - Даміан Ортега - Мартін Пурьер - Рей Чарльз - Кіт Соннье | - Річард Таттл - Сесіль Тучон - Рейчел Уайтред - Тому Фрідман | - Мона Хатум - Деміен Хьорст - Джоел Шапіро |

## У музиці
Музичний критик і публіцист Кайл Ганн (Kyle Gann) використовує термін постмінімалізму для опису музичного стилю, що одержав поширення в 1980-1990-ті роки і характеризується наступними рисами:
- рівномірна ритмічна пульсація по всьому ходу композиції;
- переважно діатонічний звуковисотний матеріал, тональний за своєю суттю, але уникає традиційних тональних функцій;
- рівномірність динаміки, відсутність як сильних кульмінацій, так і підкресленої емоційності;
- на відміну від мінімалізму, уникнення явного або лінійного формоутворення.

Мінімалістичні техніки (зразок накладання або видалення музичних шарів) також розповсюджені й у постмінімалізмі, хоча й у властивій йому замаскованій формі. Крім того, цей стиль відомий інтеграцією впливів із популярної та народної музики (Балінезійськие гамелан, блюграс, індійська рага і т. д.).
Постмінімалізм можна також характеризувати негативно: як повну протилежність серіалізму. Як і серіалісти, постмінімалісти були схильні шукати цілісну музичну мову, повноцінний синтаксис для створення музики. Але тоді як синтаксис серіалістів характеризувався незграбністю і аритмією, постмінімалісти прагнули до плавного, лінійного, мелодійного, м'яко ритмічного, доступного синтаксису. Народжене у 1940-і роки, покоління постмінімалістів зросло, вивчаючи серіалізм, і засвоїло багато з його цінностей. Мінімалізм надихнув їх до пошуку більш доступної для аудиторії музики, але вони все ще осмислювали музику в термінах, що прийшли з 12-тонової ідіоми: як мова, покликана забезпечити внутрішню цілісність форми.
Паралельно з постмінімалізмом у музиці розвивався рух тоталізму.

### Композитори
- Луї Андріссен
- Гленн Бранка
- Ріс Четем
- Бен Фрост
- Кевін Воланс
- Петер Махайдік
- Річі Хотин
- Майкл Найман
- Макс Ріхтер
- Михайло Чекалін
- Павло Кишень
- Батагов Антон
- Володимир Мартинов